# Muntadher Mohammed
Muntadher Mohammed Jebur Maslookhi (arabisch منتظر محمد; * 5. Juni 2001) ist ein irakischer Fußballspieler.

## Karriere

### Verein
Nach einem Wechsel zum al-Talaba SC zur Saison 2015/16 zog Muntadher Mohammed zur Saison 2016/17 zum al-Hussein SC weiter. Zur Saison 2017/18 folgte ein Wechsel zum al-Kahrabaa SC sowie zur Saison 2018/19 zum al-Karkh SC. Im Sommer 2019 schloss er sich dem al-Zawraa SC an, welchen er im Januar 2022 in Richtung al-Quwa al-Dschawiya verließ. Hier spielte er auch nur bis August des Jahres, als er sich in den VAE dem al-Taawon Club anschloss. Im August 2023 wechselte er in den Iran zum Esteghlal FC, wurde jedoch direkt an Mes Rafsanjan verliehen.

### Nationalmannschaft
Nach seiner Zeit bei der irakischen U14 gewann Muntadher Mohammed mit der U16 die Asienmeisterschaft 2016 und nahm anschließend mit der U17 an der Weltmeisterschaft 2017 teil, bei der es der Irak bis ins Viertelfinale schaffte. Nach der U20 kam er ab September 2021 in der U23 zum Einsatz und nahm an der Asienmeisterschaft 2022 teil, bei der er es mit seiner Mannschaft bis ins Viertelfinale schaffte. Bei der Westasienmeisterschaft 2023 gewann er mit seinem Team das Turnier und trug in fast allen Partien die Kapitänsbinde. Bei der U23-Asienmeisterschaft im Jahr 2024 nahm er erneut an einer Asienmeisterschaft teil. Durch den Sieg über Indonesien im Spiel um den dritten Platz gelang dem Irak die Qualifikation für das Fußball-Turnier der Olympischen Spiele 2024.
Seine bisher einzigen Nominierungen für die A-Nationalmannschaft erhielt er während der Zeit um den Arabien-Pokal 2021, bei dem er zum Turnierkader gehörte und in der Gruppenphase seine bislang einzigen beiden Länderspieleinsätze bekam. Sein Debüt hatte er bei einem 1:1 gegen den Oman, bei dem er zur 71. Minute für Ahmed Farhan eingewechselt wurde.